# Gustavo Viveros
Gustavo Eduardo Viveros Le-Borgne (* 1. Dezember 1947 in Concepción) ist ein ehemaliger chilenischer Fußballspieler. Der Mittelfeldspieler absolvierte zehn Länderspiele für Chile und wurde auf Vereinsebene 1973 chilenischer Meister.

## Karriere

### Verein
Gustavo Viveros, auch El Flaco genannt, begann in seiner Geburtsstadt Concepción bei den lokalen Vereinen Camilo Henríquez und Lord Cochrane. 1965 wechselte der Mittelfeldspieler zu Deportes Concepción. 1967 gewann er mit dem Klub die Segunda División und stieg in die Primera División auf. 1972 verpflichtete Unión Española den 1,82 m großen Mittelfeldspieler. 1973 gewannen die Hispanics mit Viveros die Meisterschaft. 1974 kehrte El Flaco wieder zu Deportes Concepción zurück. Von 1976 bis 1979 spielte er für die Rangers de Talca und verbrachte seine beiden letzten Karrierejahre beim CD Magallanes.
Im Juli 2005 übernahm Viveros interimsweise für ein Spiel das Traineramt von Deportes Concepción.

### Nationalmannschaft
Gustavo Viveros debütierte im Juli 1971 unter dem Trainerduo Luis Vera/Raúl Pino beim Freundschaftsspiel gegen Paraguay. Danach folgten neun weitere Freundschaftsspiele für Chile bis Februar 1972. Das letzte Spiel im Nationaltrikot bestritt Pacheco gegen Haiti. Bei seinen zehn Länderspielen erzielte der Mittelfeldspieler zwei Tore, beim 2:2-Unentschieden in der Copa Carlos Dittborn gegen Argentinien und beim 1:0-Erfolg in der Copa del Pacífico gegen Peru.

## Erfolge
Unión Española
- Primera División: 1973